# Huang Changzhou
Huang Changzhou (né le 20 août 1994) est un athlète chinois, spécialiste du saut en longueur.

## Biographie
Le 20 mars 2016, Huang remporte la médaille de bronze des championnats du monde en salle de Portland avec un saut à 8,21 m, nouveau record personnel en salle.
Le 13 mai 2017, lors du meeting de Shanghai, il porte son record personnel dès son premier essai à 8,20 m avant d'établir 8,18 m au 4e saut, alors que son record précédent était de 8,17 m. Dans une compétition de niveau olympique, il se classe 3e, battu par son compatriote Gao Xinglong (8,22 m) et le Sud-Africain Luvo Manyonga (8,61 m).

## Palmarès
| Date | Compétition                    | Lieu             | Résultat | Marque |
| ---- | ------------------------------ | ---------------- | -------- | ------ |
| 2016 | Championnats du monde en salle | Portland         | 3e       | 8,21 m |
| 2016 | Jeux olympiques                | Rio de Janeiro   | 11e      | 7,86 m |
| 2017 | Championnats d'Asie            | Bhubaneswar      | 1er      | 8,09 m |
| 2018 | Championnats du monde en salle | Birmingham       | 10e      | 7,75 m |
| 2018 | Ligue de diamant               | Ligue de diamant | 8e       | 7,94 m |
| 2019 | Championnats d'Asie            | Doha             | 3e       | 7,97 m |
| 2019 | Jeux mondiaux militaires       | Wuhan            | 2e       | 8,12 m |
| 2021 | Jeux olympiques                | Tokyo            | 10e      | 7,72 m |

## Records
| Épreuve          | Épreuve   | Marque | Lieu             | Date                         |
| ---------------- | --------- | ------ | ---------------- | ---------------------------- |
| Saut en longueur | Plein air | 8,33 m | Shaoxing         | 16 septembre 2020            |
| Saut en longueur | En salle  | 8,21 m | Portland Nanjing | 20 mars 2016 19 février 2019 |